# Luis Carlos Vélez
Luis Carlos Vélez Marroquín (Bogotá, 6 de octubre de 1977) es un presentador de radio, activista y economista colombiano nacionalizado estadounidense. Ha sido presentador de Caracol TV, de la emisora de radio La FM, de CNN en Español y CNN International. Desde 2025 trabaja en el canal por internet Noticias Univisión 24/7 del servicio streaming Vix.

## Biografía
Nació en Bogotá, el 6 de octubre de 1977 y es el hijo del periodista deportivo Carlos Antonio Vélez y de la ciudadana peruana María Teresa Marroquín. Es economista de la Universidad de los Andes, y también tiene estudios en la Universidad de Harvard y en la Escuela de Economía de Londres. Tiene un CSS (Certificado de Estudios Especiales en Administración y Gerencia) de la Universidad de Harvard y un MPA de la misma Universidad. 
Está casado con la modelo y presentadora cartagenera Siad Char desde el año 2013 y tiene dos hijos Hannah nacida en 2016 y Simón nacido en 2021.

### Carrera periodística
Inició su carrera periodística en el noticiero Citynoticias de Citytv, cómo periodista económico, posteriormente tuvo que pausar en el periodismo para trabajar en Enron como analista financiero en Houston, Texas desde junio de 1999 hasta enero del 2002. En 2002 retomó su carrera periodística, e ingresó como redactor internacional, jefe de corresponsales internacionales y reportero de Noticias Caracol en donde tuvo su primera etapa en ese noticiero. 
En 2004 fue nombrado director y presentador de Portafolio TV, el primer programa sobre economía y negocios de Colombia en Citytv. Al mismo tiempo, dirigía y presentaba la franja informativa de Citynoticias, Bogotá en Punto. 
En enero de 2006, Luis Carlos Vélez se vinculó a CNN como presentador y Productor Senior de CNN en Español y de CNN International. Fue director de la Unidad de Economía de CNN en Español, presentador de Agenda Ejecutiva, e hizo parte de la división de coberturas especiales de CNN en Español en donde cubrió los eventos como el terremoto en Haití, las elecciones presidenciales de Estados Unidos en el 2008, la crisis del 30 de septiembre en Ecuador y la gira del presidente de Irán Mahmud Ahmadineyad por América Latina. Posteriormente, fue presentador de World Business Today de CNN International.
El 2 de marzo de 2012, fue nombrado director de noticias de Caracol Televisión. En Caracol Televisión se oficializó el 9 de marzo de 2012 la llegada de Luis Carlos Vélez a la dirección de Noticias Caracol, cargo que había dejado meses atrás Darío Fernando Patiño. Trabajando con el grupo periodístico de Noticias Caracol hizo cubrimientos especiales de diferentes hechos noticiosos alrededor del mundo. También dirigió y presentó el espacio denominado 7/24, los miércoles, y era el presentador central de la última emisión del noticiero, de lunes a viernes a las 11:30 p. m.
El 19 de diciembre del 2014 renunció del cargo de director de Noticias Caracol. Caracol Televisión calificó de invaluable la contribución de Vélez al canal.
El 28 de enero de 2015, es nombrado como nuevo vicepresidente ejecutivo de noticias de la cadena Telemundo en Miami, Estados Unidos. En esa cadena un Premio Emmy como mejor Cobertura de una Noticia de Última Hora en 2015. El 7 de marzo de 2016, deja la vicepresidencia de noticias de Telemundo y pasa a convertirse en presentador de noticias del fin de semana en el mismo canal, posición en la cual debutó el 19 de marzo de ese mismo año.  El 5 de agosto de 2017 se despide de su cargo como presentador de la edición fin de semana de Noticias Telemundo.
En enero de 2015, Luis Carlos Vélez fue miembro de la mesa del programa 6 AM Hoy por Hoy de Caracol Radio y fue director de ese mismo programa supliendo a Darío Arizmendi hasta febrero de 2018. En ese mismo año se convirtió en Director de noticias de La FM y columnista de la Revista Semana. Dirigió la franja informativa de La FM desde febrero de 2018 hasta octubre de 2024. Su salida de La FM estuvo envuelta en una polémica por supuesta presión del gobierno a pesar de sus destacados resultados en audiencia e influencia. 
En febrero del 2022 se vinculó al canal digital de Noticias Univisión 24/7 de VIX y de TelevisaUnivision en donde es presentador del programa de opinión Linea de Fuego.